# Синявець вицвілий
Синявець вицвілий (Cupido decolorata) — вид денних метеликів родини синявцевих (Lycaenidae).

## Поширення
Вид поширений в Південній, Центральній, Східній, Південно-Східній Європі та у Малій Азії. В Україні трапляється у лісостеповій зоні.

## Опис
Довжина переднього крила 11-13 мм. Верхня сторона крил самців блакитнувата з чорними лусочками, у самиць крила коричневі. Загальний фон нижньої сторони крил сірий.

## Спосіб життя
Метелики літають з травня по серпень. Трапляються на різнотравних луках. За рік буває два покоління. Самиця відкладає яйця на квіти кормових рослин (люцерна посівна та люцерна хмелевидна). Гусениці живляться цвітом та плодами люцерни. Зимує лялечка.